# Korsze II (gromada)
Korsze II – dawna gromada, czyli najmniejsza jednostka podziału terytorialnego Polskiej Rzeczypospolitej Ludowej w latach 1954–1972.
Gromady, z gromadzkimi radami narodowymi (GRN) jako organami władzy najniższego stopnia na wsi, funkcjonowały od reformy reorganizującej administrację wiejską przeprowadzonej jesienią 1954 do momentu ich zniesienia z dniem 1 stycznia 1973, tym samym wypierając organizację gminną w latach 1954–1972.
Gromadę Korsze II z siedzibą GRN w Korszach (wówczas wsi, nie wchodzącej w jej skład) utworzono – jako jedną z 8759 gromad na obszarze Polski – w powiecie kętrzyńskim w woj. olsztyńskim na mocy uchwały nr 15 WRN w Olsztynie z dnia 4 października 1954. W skład jednostki weszły obszary dotychczasowych gromad Korsze (z wyłączeniem osiedla Korsze o łącznej powierzchni 323 ha), Podlechy i Parys oraz miejscowości Krzemity, Głowbity, Nunkajmy i Dłużec Wielki z dotychczasowej gromady Krzemity ze zniesionej gminy Korsze, a także miejscowości Wiklewo, Wiklewko, Bogusławki Małe, Góra, Glitajny, Piaskowiec i Dąb z dotychczasowej gromady Wiklewo ze zniesionej gminy Sątoczno, w tymże powiecie. Dla gromady ustalono 13 członków gromadzkiej rady narodowej.
1 stycznia 1960 do gromady Korsze (II) włączono obszar zniesionej gromady Łankiejmy w tymże powiecie.
30 czerwca 1968 do gromady Korsze (II) włączono wieś i PGR Pomnik ze zniesionej gromady Drogosze w tymże powiecie.
1 stycznia 1969 z gromady Korsze (II) wyłączono część obszaru wsi Grzęda (16 ha), włączając ją do gromady Bisztynek w powiecie biskupieckim w tymże województwie; do gromady Korsze z gromady Bisztynek włączono natomiast część obszaru wsi Wysokie (86 ha).
22 grudnia 1971 do gromady Korsze (II) włączono obszar zniesionej gromady Sątoczno w tymże powiecie.
Gromada przetrwała do końca 1972 roku, czyli do kolejnej reformy gminnej. 1 stycznia 1973 w powiecie kętrzyńskim reaktywowano gminę Korsze.